# Joseph Carl Franz Xaver Heide
Joseph Carl Franz Xaver Heide (* 2. Juni 1801 in Frankenstein, Standesherrschaft Münsterberg in Schlesien; † 25. März 1867 in Ratibor, Landkreis Ratibor, Provinz Schlesien) war ein deutscher römisch-katholischer Priester und Politiker. Im Jahr 1848 war er Mitglied im Fünfzigerausschuss und 1848/1849 einige Monate in der Frankfurter Nationalversammlung.

## Leben
Joseph Carl Franz Xaver Heide studierte ab 1820 Katholische Theologie an der Universität Breslau, wo er 1825 zum Priester geweiht wurde. 1846 wurde er Ehrendoktor Dr. phil., 1852 Ehrendoktor Dr. theol. h. c. ernannt. Zunächst war er Kaplan in Klein-Oels und danach Pfarrer und Religionslehrer in Ratibor. Später war er Schulinspektor, Stadtpfarrer und Mitglied des Breslauer Domkapitels, später Ehrendomherr. Seit 1862 war er Vorsitzender des Verwaltungsrats der Taubstummenanstalt in Ratibor.
Im Revolutionsjahr 1848 gründete er den Katholischen Volksverein für Oberschlesien und war im Oktober bis Dezember 1848 Mitglied im Katholischen Club in Frankfurt am Main. Ab dem 9. Oktober 1848 bis zum 13. Januar 1849 war Heide Mitglied der Frankfurter Nationalversammlung für die 36. Provinz Schlesiens (Ratibor). Er ersetzte den ermordeten Felix von Lichnowsky und blieb fraktionslos, stimmte aber mit dem Rechten Zentrum. Sein Nachfolger war Cyprian Lelek.